# Jurassic Shark 3
Jurassic Shark 3 ist ein US-amerikanischer Horrorfilm von Patt Corbitt, der 2002 unter dem Titel "Megalodon" für den US-Markt veröffentlicht wurde. Der Film wurde 2013 unter dem Titel "Jurassic Shark 3" als Fortsetzung von Brett Kellys Jurassic Shark (2012) und Zac Reeders Great White (in Deutschland Jurassic Shark 2) (1998) erneut veröffentlicht, hat jedoch nichts mit den genannten Titeln zu tun.

## Handlung
Vor der Küste Grönlands im Nordatlantik steht die neu errichtete Ölbohrplattform "Colossus", deren Bohrer tiefer reichen soll als die aller anderen Plattformen. Wegen der großen Bohrtiefe regt sich Kritik an der Plattform. Peter Brazier, CEO der Colossus betreibenden Gesellschaft Nexecon, lädt deshalb die Reporterin Christen Giddings und ihren Kameramann Jake Thompson auf die Ölbohrplattform ein.
Nach Beginn der Arbeiten stößt der Bohrkopf zunächst auf ein mutmaßlich umfangreiches Ölfeld. Statt die Arbeit einzustellen, wird aber weiter gebohrt, und in sehr großer Tiefe stößt der Bohrkopf auf einen mit Wasser gefüllten Hohlraum – einen urzeitlichen, seit Millionen von Jahren unberührten, unterirdischen Ozean voller Lebewesen.
Ein Megalodon entkommt dem Hohlraum und attackiert die Ölbohrplattform, wobei nach und nach mehrere Angestellte sowie Thompson zu Tode kommen, bevor der Hai von einem Angestellten mittels einer Sprengladung getötet werden kann.

## Veröffentlichung
Der Film erschien 2004 unter dem Namen Megalodon auf DVD. Am 29. November 2013 wurde der Film unter dem Namen Jurassic Shark 3 auf DVD vermarktet. Alle drei Teile sind am 25. April 2014 in der Jurassic Shark Box auf einer DVD erschienen.